# NGC 4762
NGC 4762 é uma galáxia lenticular (SB0) localizada na direcção da constelação de Virgo. Possui uma declinação de +11° 13' 50" e uma ascensão recta de 12 horas, 52 minutos e 55,9 segundos.
A galáxia NGC 4762 foi descoberta em 15 de Março de 1784 por William Herschel.